# Dorel Simion
Dorel Simion, född 13 februari 1977 i Bukarest, Rumänien, är en rumänsk boxare som tog OS-brons i welterviktsboxning 2000 i Sydney. Han är yngre bror till boxaren Marian Simion som tagit två olympiska medaljer.